# Theodor Tobler
Theodor Tobler (Bern, 24 januari 1876 - aldaar, 4 mei 1941) was een Zwitsers chocolatier en uitvinder van de bekende Toblerone, die naar hem werd vernoemd.

## Biografie
Na zijn handelsstudies in Genève en Venetië, trad hij in 1894 toe tot de chocoladezaak van zijn vader Jean Tobler (1830-1905). In 1899 richtte hij in Bern, in de wijk Länggasse, samen met zijn vader hun eigen chocoladefabriek op, genaamd Berner Chocolade-Fabrik Tobler & Co. In 1908 ontwikkelde hij de bekende chocoladereep van Toblerone, die naar hem werd vernoemd. Hij verliet het bedrijf in 1933, toen het diende te herstructureren in tijden van economische crisis. Later, in 1934, kocht hij de industriële snoepgoedproducent Klameth in Bern.
Hij was tweemaal gehuwd. In 1903 huwde hij met Theda Born, van wie hij scheidde in 1919. In datzelfde jaar huwde hij met Bertha Eschmann.
- Base de données des élites suisses: 50813
- Gemeinsame Normdatei: 11941063X
- Historisch woordenboek van Zwitserland: 029665
- International Standard Name Identifier: 0000 0000 8375 2398
- Nederlandse Thesaurus van Auteursnamen: 13298072X
- Système universitaire de documentation: 152935991
- Virtual International Authority File: 40187806
- WorldCat: E39PBJc83Ym8TGf3c4J9bkHBfq